# Lealista negro

Escudo de armas de la Sociedad de Herencia Lealista Negra

Un lealista negro era aquel habitante de la América británica de ascendencia africana que se unió a las fuerzas coloniales británicas durante la Guerra de Independencia. Muchos eran esclavos en poder de los patriotas rebeldes, y se unieron a los británicos a cambio de promesas de libertad por parte de la Corona.
Unos 3 000 negros leales fueron evacuados de Nueva York a Nueva Escocia; se enumeran de forma individual en el Libro de los negros ya que los británicos les dieron certificados de libertad y organizaron el transporte. El original del “Libro de los negros” y una transcripción autenticada están ahora en línea. Algunos de los Lealistas del Imperio Unido que emigraron a Nueva Escocia se llevaron los esclavos afroamericanos con ellos, un total de unas 2 500 personas. Un historiador argumentaba que los esclavos no eran considerados como leales, ya que no tenían otra opción en sus destinos.

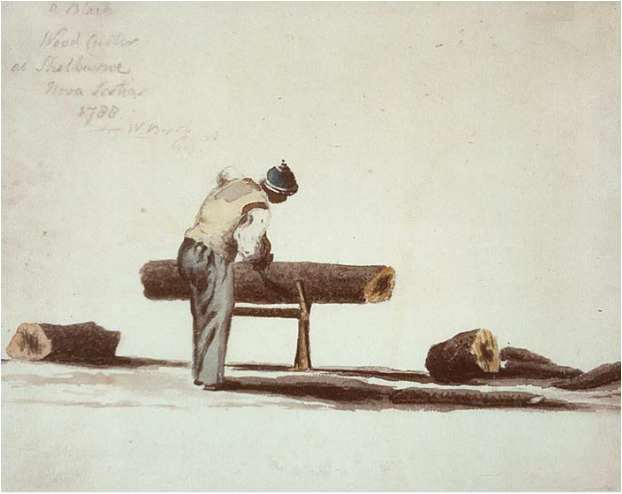
Un cortador de leña Negro Leal en Shelburne, Nueva Escocia en 1788.

Miles de esclavos escaparon de las plantaciones en el Sureste de Estados Unidos a las fronteras británicas, sobre todo después de su ocupación de Charleston, Carolina del Sur. Cuando los británicos evacuaron, se llevaron a muchos ex esclavos con ellos. Algunos negros leales fueron evacuados a Londres donde más tarde se incluirían en la población de los negros pobres. Con la ayuda del gobierno, 4 000 negros fueron transportados desde Londres para el reasentamiento de la colonia de Sierra Leona en 1787. Cinco años más tarde, otros 1 192 Lealistas negros de Nueva Escocia optaron por migrar a Sierra Leona, ya que estaban cansados de la discriminación y el clima en Canadá. Se les conoció en Sierra Leona como los Colonos de Nueva Escocia y fueron parte de la creación de una nueva nación y, en última instancia, del gobierno. Las personas criollas de Sierra Leona de hoy en día (Krios) son sus descendientes. El líder estadounidense Thomas Jefferson se refirió a los Lealistas negros como "los fugitivos de estos Estados". Aunque muchos Lealistas negros ganaron la libertad, muchos de ellos no. Algunos leales escaparon a los estados del norte de los EE. UU. y vivieron una vida en libertad. Otros dejaron los EE. UU. a bordo de barcos y se dirigieron a Gran Bretaña. Los leales que no pudieron escapar con los británicos fueron vendidos como esclavos de nuevo y fueron tratados con dureza por tratar de obtener la libertad en el primer lugar. 

## Antecedentes
La esclavitud en Inglaterra nunca ha sido legalmente autorizada. La servitud, una forma de semi-servidumbre, era reconocida legalmente, pero ya largo obsoleta.  En 1772, un esclavo amenazado de que saldría de Inglaterra y regresaría al Caribe desafió la autoridad de su dueño, en lo que se conoció como el Caso de Somersett. Lord Mansfield, Presidente del Tribunal Supremo de Justicia, dictaminó que la esclavitud no estaba legitimada en virtud del derecho común, los propietarios de esclavos no podían transportar esclavos fuera de Inglaterra y Gales en contra de su voluntad. A muchos observadores llevó a decir que la esclavitud se había terminado en Inglaterra; 
Los tribunales menores interpretaron a menudo el fallo como la determinación de que el estado de la esclavitud no existía en Inglaterra y Gales, pero Mansfield había hilado más fino. La decisión no se aplicó a las Trece Colonias y las colonias del Caribe, donde las asambleas habían aprobado leyes para institucionalizar la esclavitud. Una serie de casos de emancipación de esclavos residentes en Inglaterra fueron presentados a los tribunales ingleses. Numerosos fugitivos esperaban llegar a Inglaterra, donde esperaban obtener la libertad. Los esclavos creían que el rey Jorge III estaba de su parte y contra sus amos, lo que aumentó las tensiones antes de la revolución americana; los dueños de esclavos coloniales temían una revuelta de esclavos de inspiración británica.  A principios de 1775 Lord Dunmore escribió a Lord Dartmouth de su intención de tomar ventaja de la situación.

## Proclamaciones

### Proclamación de Lord Dunmore
En noviembre de 1775, Lord Dunmore publicó una polémica proclamación, más tarde conocida como Proclamación de Lord Dunmore. Frente a la rebelión y a corto de las tropas, el gobernador real de Virginia pidió a todos los hombres aptos que le ayudasen en la defensa de la colonia, incluyendo los esclavos africanos pertenecientes a los rebeldes. Se comprometió a darles la libertad a los reclutas esclavos a cambio de servicio en el Ejército Británico.
Necesito cada persona capaz de llevar armas, para acudir a las normas de Su Majestad, o serán considerados como traidores a Su Majestad y al Gobierno, y de este modo llegar a ser responsable de la Pena de infligir la Ley por dichos delitos; tales como la pérdida de la vida, la confiscación de tierras, etcétera, etc. Y por la presente declaro además a todos los criados escriturados, negros, u otros, (perteneciente a los rebeldes,) libres si son capaces y están dispuestos a tomar las armas, si se unen a las tropas de Su Majestad tan pronto como sea posible, para hacer cumplir a la mayor rapidez a esta Colonia a un adecuado sentido de su deber, al de su Majestad y dignidad .--- Proclamación de Lord Dunmore 7 de noviembre de 1775
En un mes, a unos 800 esclavos afroamericanos se habían escapado a Norfolk, Virginia, para alistarse. Es probable que muchos más supieron del llamamiento y se habría unido a no ser por el temor a represalias.
Indignados los propietarios de esclavos de Virginia decretaron que los esclavos fugitivos serían ejecutados. También se embarcaron en una campaña de difamación de las promesas del ejército británico, diciendo que los esclavos que escaparan a los británicos serían vendidos a las plantaciones de caña de azúcar en las Indias Occidentales. Aun así, muchos esclavos estaban dispuestos a arriesgar sus vidas por una oportunidad de libertad.
La Proclamación de Lord Dunmore fue la primera liberación masiva de los esclavos en la historia de Estados Unidos. La Declaración de Independencia de 1776 se refiere oblicuamente a la Proclamación citando como uno de sus agravios, que el Rey Jorge III estaba 'incitando a la insurrección doméstica entre nosotros'.
Después del inicio de la guerra, una serie de generales británicos emitieron proclamas llamando a los leales a liberar a sus esclavos para que pudieran entrar en el desguarnecido ejército británico y reforzar sus números. Entre los que hicieron esas proclamas se encontraban John Murray, IV conde de Dunmore, el gobernador de Virginia, y Sir Henry Clinton. El gobernador de Jamaica, John Dalling, elaboró una propuesta en 1779 para el alistamiento de un regimiento de mulatos y un regimiento de Negro (persona)negros.

### Proclamación de Philipsburg
Con la llegada de 30 000 soldados hessianos, la necesidad de soldados negros disminuyó en gran medida.  Sir William Howe prohibió la formación de nuevos regimientos negros y disolvió el suyo propio, pero la liberación de esclavos aún tenía valor como una guerra económica contra los rebeldes. En 1779, Sir Henry Clinton, como comandante en jefe de las fuerzas británicas en América, emitió la Proclamación de Philipsburg; amplió la Proclamación de Lord Dunmore y prometió la libertad a cualquier esclavo que escapase de un rebelde. 
Los británicos a menudo devolvían a los esclavos fugitivos a sus amos Leales y pedían al propietario que se abstuviese de castigarlos. En 1778, los rebeldes prometieron la libertad a los esclavos escapados de los leales. La mayoría de los esclavos que escaparon hacia un lado o el otro terminó siendo vendida como esclavos de nuevo. Sin embargo, los británicos mantuvieron su promesa; cuando evacuaron sus tropas de Nueva York y Charleston, se llevaron miles de esclavos liberados con ellos. Se establecieron los libertos en colonias en el Caribe como Jamaica, y en Nueva Escocia en Canadá, así como también llevaron algunos a Londres. Durante la interrupción de la guerra, decenas de miles de esclavos escaparon a la libertad, especialmente en colonias del sur. Algunos murieron de ambas enfermedades, la viruela, la principal causa de muerte de las tropas y la guerra.

## Regimientos
La proclamación de Lord Dunmore, entre otros, dio lugar a la formación de varios regimientos de negros en el ejército británico. Los más notables fueron el regimiento etíope de Dunmore y los pioneros negros de Clinton. Otros regimientos incluían los Voluntarios de la Costa de Jersey, los Dragones Americanos del Rey, los Rangers de Jamaica y los Voluntarios de la costa de Mosquito. También era común que los negros serviesen a los militares en posiciones de no combate.

### El Real etíope
Dunmore organizó a sus 800 voluntarios negros en el Real Regimiento etíope. La unidad se formó rápidamente en los rudimentos de la marcha y el tiro antes de participar en su primer conflicto en la Batalla de Kemp Landing. La milicia rebelde en Kemp Landing no estaba preparada para el ataque y se retiró rápidamente. A continuación, Dunmore llevó a los etíopes Reales en la batalla de Great Bridge, pero Dunmore estaba muy confiado y había sido mal informado acerca de los números de rebeldes. Las fuerzas rebeldes abrumaron las tropas británicas. Después de la batalla, Dunmore cargó a sus tropas en la flota británica, con la esperanza de tener la oportunidad de entrenarlas mejor. Las condiciones de hacinamiento dieron lugar a la propagación de la viruela. Por el momento Lord Dunmore se retiró a Nueva York, y tan sólo 300 de los 800 hombres habían sobrevivido. 

### Los pioneros negros y Guías
El regimiento Negro más grande fue el de los pioneros negros. (En la terminología militar del momento, un "pionero" era un soldado que construía caminos, zanjas excavadas, y llevaban a cabo otros trabajos manuales.) Estos soldados se dividían típicamente en cuerpos más pequeños y unidos a los ejércitos más grandes. Aunque no era un regimiento de combate, los pioneros negros trabajaron para construir fortificaciones y otras necesidades. A menudo se les solicitaba para trabajar bajo el fuego de la batalla. Los pioneros sirvieron bajo el mando del general Clinton en calidad de apoyo en Carolina del Norte, Newport, Rhode Island, y Filadelfia. Los negros pioneros no sufrieron bajas debido a que nunca fueron utilizados en combate. En Filadelfia, sus órdenes generales eran "asistir a los scavangers, ayudar en la limpieza de las calles y la eliminación de todas las basuras que se arrojaban a las calles" [sic] ellos hicieron esencialmente de obreros, liberando a otros soldados para el combate.

### Brigada negra
La Brigada de Negros era una unidad de combate de élite pequeña de guerrilleros en Nueva Jersey, dirigidos por el Coronel Tye, un esclavo del Condado de Monmouth que había escapado a las líneas británicas a principios de la guerra. Se cree que fue un veterano del regimiento de Etiopía de Lord Dunmore. El título de Coronel no era una designación militar oficial, ya que los negros no podían tener entonces cargos como oficiales formalmente. Sin embargo, se permitían tales títulos de manera extraoficial. 
Tye y la Brigada de Negros eran los lealistas más temidos en Nueva Jersey, que era su territorio de origen. Los lideró en varias redadas de 1778 en la Batalla de Monmouth en la defensa de los británicos en la parte ocupada de Nueva York en el invierno de 1779. A partir de junio de 1780, Tye llevó a cabo varias acciones contra los rebeldes en el Condado de Monmouth. En septiembre de 1780, fue herido en la muñeca durante una incursión contra un líder de la milicia rebelde. En cuestión de semanas, murió de gangrena. El ex Pionero Negro Stephen Blucke se hizo cargo de la Brigada de Negros y la lideró hasta el final de la guerra.

### Associators
A muchos negros se les negó la entrada en unidades regulares como consecuencia del racismo o de desconfianza por parte de agentes británicos y lealistas. Muchos se unieron a los “Associators” irregulares (también conocidos como los Refugiados), donde a menudo servían en unidades interraciales. 

## Tratamiento después a la Guerra
Cuando comenzaron las negociaciones de paz después de la batalla de Yorktown, un tema principal de debate fue el destino de los soldados británicos negros. Aunque el General Cornwallis abandonó sus tropas negras para devolverlos a la esclavitud, muchos otros comandantes británicos no estaban dispuestos a hacer lo mismo. Los lealistas que permanecieron en los Estados Unidos querían que los soldados negros volviesen para que sus posibilidades de recibir la reparación de los bienes dañados incrementasen, pero los líderes militares británicos eran firmes en su intención de mantener la promesa de libertad hecha a los soldados negros a pesar de la ira de los estadounidenses.
En el caos que se creó cuando los británicos evacuaron a los refugiados lealistas, en particular de Nueva York el 25 de noviembre de 1783 y Charleston el 14 de diciembre de 1782, muchos dueños de esclavos estadounidenses intentaron recuperar sus antiguos esclavos. Algunos capturaban cualquier Negro, incluidos los nacidos libres antes de la guerra, y los vendían como esclavos. El Congreso de Estados Unidos ordenó a George Washington que recuperase cualquier propiedad estadounidense, incluidos los esclavos, de los británicos, según lo estipulado por el Tratado de París (1783).
Sir Guy Carleton quiso a cumplir la promesa de libertad, los británicos propusieron un compromiso para compensar a los dueños de esclavos y proporcionar los certificados de libertad y el derecho a ser evacuados a una de las colonias británicas a cualquier persona negra que pudiera probar su servicio o estado. Los británicos transportaron a más de 3.000 Lealistas negros a Nueva Escocia, el mayor número de personas de ascendencia africana en llegar allí en un momento dado. Uno de sus asentamientos, Birchtown, Nueva Escocia fue la más grande comunidad africana libre en América del Norte durante los primeros años de su existencia.
Los Lealistas negros encontraron difícil las condiciones climáticas del norte y de frontera en Nueva Escocia y fueron objeto de discriminación por otros colonos lealistas, muchos de ellos propietarios de esclavos. En julio de 1784, Lealistas negros de Shelburne fueron atacados en los Disturbios de Shelburne, los primeros disturbios raciales registrados por primera vez en la historia de Canadá. Los funcionarios de la Corona concedieron tierras a los Lealistas negros de menor calidad y que eran más rocosas y menos fértiles que la reservada a los lealistas blancos. En 1792, el gobierno británico ofreció a los Lealistas negros la oportunidad de establecerse en una nueva colonia en Sierra Leona. La Compañía de Sierra Leona se estableció para gestionar su desarrollo. La mitad de los Lealistas negros en Nueva Escocia, cerca de 1200, partió del país y se trasladó permanentemente a Sierra Leona. Se asentaron en la comunidad de "Freetown".
En 1783, los británicos transportaron otros 3.000 negros a Florida e Inglaterra como hombres y mujeres libres. Sus nombres fueron registrados en el Libro de los negros por el general Carleton.
No todos tuvieron la misma suerte. En el Sur, los negros eran vistos como blancos fáciles, y los plantadores a menudo se ignoraban sus demandas de libertad. Muchos de los oficiales británicos y Lealistas los consideraban como botín de guerra. Cuando Gran Bretaña cedió la Florida a España en julio de 1784, muchos de los hombres libres, que habían sido transportados allí desde los Estados Unidos, fueron dejados atrás cuando los británicos se retiraron. Sin embargo, los españoles les ofrecieron la libertad y el derecho a portar armas a los negros que se convirtieran al catolicismo y alentó a los esclavos para que escaparan a la Florida, como ya hicieron previamente con los esclavos fugados en Fuerte Mosé.

## Descendientes
Muchos descendientes de los Lealistas negros han sido capaces de rastrear su ascendencia mediante el uso del libro de los negros del General Carleton.

### Nueva Escocia
Entre 1776 y 1785, alrededor de 3.500 negros fueron transportados desde Estados Unidos a Nueva Escocia, parte de una migración más amplia de cerca de 34.000 refugiados lealistas. Esta afluencia masiva de personas aumentó la población en casi un 60%, y dio lugar a la creación de Nuevo Brunswick como su propia colonia en 1784. La mayoría de los negros libres se establecieron en Birchtown, el municipio Negro más grande en América del Norte en aquel momento, junto con la ciudad de Shelburne, colonizada por los blancos.
Entre los descendientes de los Lealistas negros se encuentran figuras como Rose Fortune, una mujer Negra que vivió Nueva Escocia y se convirtió en un oficial de policía y una mujer de negocios. Measha Brueggergosman (de soltera Gosman), cantante de ópera y concertista canadiense, es nativa de Nuevo Brunswick y descendiente de uno de los lealistas negros por parte de padre. En los últimos días de la Revolución, junto con las tropas británicas y otros lealistas negros, su tatarabuelo paterno y su tatarabuela salieron de las colonias. Ellos fueron reasentados en Shelburne con su primer hijo, que había nacido libre detrás de las líneas británicas en Nueva York.

## Conmemoración
El asentamiento de Lealistas negros de Birchtown, Nueva Escocia, fue declarado Sitio Histórico Nacional en 1997. Un museo de temporada que conmemora los Lealistas negros se abrió ese año por la Sociedad del Patrimonio Lealista Negro. Se ha establecido un monumento en el Cementerio de los Lealistas negros. Construido alrededor de la histórica escuela de Birchtown y la iglesia, el museo fue gravemente dañado por un incendio provocado en 2008, pero fue reconstruido. La Sociedad comenzó los planes para una mayor expansión del museo para contar la historia de los Lealistas negros en Estados Unidos, Nueva Escocia y Sierra Leona.

### Sierra Leona
Algunos Lealistas negros fueron transportados a Londres, donde se esforzaron por crear nuevas vidas. La simpatía por los veteranos negros que habían luchado por los británicos estimuló el apoyo al Comité de Socorro para los negros pobres. Esta organización respaldó el reasentamiento de los negros pobres de Londres a una nueva colonia británica de Sierra Leona en África Occidental. Además, a los Lealistas negros en Nueva Escocia se les ofreció la oportunidad de reubicarse, y aproximadamente la mitad optaron por pasar a la nueva colonia. Hoy en día los descendientes de estos pioneros se conocen como los Criollos de Sierra Leona, o Krios. Viven principalmente en la zona occidental de Freetown.
Los Lealistas negros del sur de Estados Unidos llevaron sus idiomas a Freetown, como Gullah del País Bajo y el Inglés afroamericano vernacular. Su lengua franca fue una fuerte influencia en los descendientes de esta comunidad, que desarrolló el krio como lengua. Muchos de los criollos Leona Sierra o Krios puede rastrear su ascendencia directamente a sus antepasados Lealistas negros. 
Un ejemplo de tal ascendencia es Henry Washington, probablemente nacido alrededor de 1740 en Gambia, esclavizado cuando era joven y enviado a Virginia. Fue comprado por George Washington en 1763; escapó sobre 1776 a las líneas británicas, y más tarde continuó su camino a Nueva York. Fue uno de los negros libres evacuados a Nueva Escocia por los británicos después de la guerra. Más tarde tomó la oportunidad de migrar a Freetown en África. Allí en 1800 se convirtió en el líder de una rebelión contra el dominio colonial y se enfrentó a un tribunal militar. Sus descendientes son parte de la población criolla, que representan el 5,8% del total.

## Lealistas negros conocidos
- David George
- Boston King
- John Kizell
- John Marrant
- Cato Perkins
- Thomas Peters
- Colonel Tye
- Henry Washington

## En la cultura popular
- La saga de los Lealistas negros inspiró la novela de Lawrence Hill de 2007 “El Libro de los negros”. Ganó el premio de la Commonwealth 2008 para la ficción.

## Otras lecturas
- Cassandra Pybus, Epic Journeys of Freedom: Runaway Slaves of the American Revolution and Their Global Quest for Liberty, New York: Beacon, 2006
- Simon Schama, Rough Crossings: Britain, the Slaves, and the American Revolution (Londres: BBC Books, 2005) (Nueva York: Ecco, 2006 )
- James Holman, Travels in Madeira, Sierra Leone, Teneriffe, St. Jago, Cape Coast, Fernando Po, Princes island, etc. (Google eBook), 1840